# Алькантари (аэропорт)
Международный аэропорт Алькантари (исп. Aeropuerto Internacional de Alcantarí; ИАТА: SRE, ИКАО: SLAL) — аэропорт, обслуживающий конституционную столицу Боливии, город Сукре. Аэропорт заменил собой международный аэропорт имени Хуаны Асурдуй де Падильи 15 мая 2016 года по причинам опасности взлёта из-за близлежащего холма, а также из-за размеров старого аэропорта. Аэропорт находится в пампах муниципалитета Ямпараэс в 30 км к югу от Сукре.
Новый аэропорт больше бывшего: так, новый терминал имеет площадь в 5 660 м², перрон — в 28 000 м². Новая ВПП имеет длину в 3600 м, а вся территория аэропорта составляет 345 га. В отличие от бывшего аэропорта, Алькантари работает круглосуточно. Планируется также постройка грузового терминала в 2020 году.

## История
У международного аэропорта имени Хуаны Асурдуй де Падильи, который раньше обслуживал Сукре, есть холм, которые делал манёвры тяжелее и увеличивал вероятность крушения автотранспорта. О постройке нового аэропорта было решено в 2010 году, а его постройка началась в 2011 году. Проект его постройки стоил 53 миллиона долларов США, или около 367 миллионов боливиано.
13 мая 2016 года, в бывшем аэропорту сел последний коммерческий авиалайнер, а два дня спустя аэропорт закрылся для коммерческих перелётов и перешёл от государственной Администрации аэропортов и вспомогательных служб аэронавигации (AASANA) к ВВС Боливии. Был открыт новый аэропорт, который был назван «Алькантари». Код ИАТА бывшего аэропорта перешёл к новому. Перенос воздушной гавани заблокировал все полёты в Сукре на некоторое время, пока авиакомпании перемещали все оборудование в новый аэропорт.
Все национальные авиакомпании Боливии вскоре после открытия аэропорта начали в нём работу. Авиакомпания TAM (Transporte Aéreo Militar) закрылась в 2019 году, и теперь в Боливии существует лишь 3 авиакомпании.

## Направления
| Авиакомпания          | Точки назначения                                   |
| --------------------- | -------------------------------------------------- |
| Amaszonas             | Санта-Крус-де-ла-Сьерра, Ла-Пас                    |
| Boliviana de Aviación | Кочабамба, Ла-Пас, Санта-Крус-де-ла-Сьерра, Тариха |
| EcoJet                | Кочабамба, Ла-Пас, Санта-Крус-де-ла-Сьерра, Тариха |